# Ratten, Steiermark
Ratten är en kommun i distriktet Weiz i förbundslandet Steiermark i Österrike.
Kommunen består av två orter (Ortschaften) (inom parentes invånarantal 1 januari 2024):
- Grubbauer (349)
- Kirchenviertel (746)